# Natalya Marchenkova
Natalya Semyonovna Marchenkova (ucraïnés: Марченкова Наталя Семенівна; rus: Наталья Семёновна Марченкова; Kíiv, 1 de juny de 1948) és una directora de cinema d'animació ucraïnesa.

## Biografia
Marchenkova va nàixer l'1 de juny de 1948 a Kíev, RSS d'Ucraïna.
Des de 1967 fins a 2006 va treballar a Kievnauchfilm, un estudi d'animació. A partir del 1985, va treballar com a directora d'animació, fins retirar-se el 2012. En la seua filmografia destaca la cinta del 1990 Lyubov' i smert' kartoshki obyknovennoy.
Va estar casada amb el director de cinema i guionista David Cherkassky (1931–2018).